# Kuck mal, wer da spricht!
Kuck mal, wer da spricht! (in Österreich: Schau mal, wer da spricht, Originaltitel: Look Who’s Talking) ist eine US-amerikanische Filmkomödie aus dem Jahr 1989. Regie führte Amy Heckerling, die auch das Drehbuch schrieb. Die Hauptrollen spielten John Travolta und Kirstie Alley. Der Film wurde mit Kuck mal, wer da spricht 2 (1990) und Kuck mal, wer da jetzt spricht (1993) fortgesetzt.

## Handlung
Mollie hat eine Affäre mit dem verheirateten Geschäftsmann Albert und wird von ihm schwanger. Hochschwanger ertappt sie ihn beim Einkaufen mit seiner neuen Freundin und sofort setzen bei ihr die Wehen ein. Albert will keine Verantwortung für sein Kind übernehmen, und so wird Mollie zur Alleinerziehenden, nachdem sie auf einer halsbrecherischen Taxifahrt gerade noch rechtzeitig den Kreißsaal erreicht hat.
Taxifahrer James Ubriacco ist von der schönen Mutter sehr angetan. Darum hilft er nicht nur bei der Geburt, sondern bald auch als Babysitter. Baby Mikey, dessen Stimme das Geschehen schon seit dem Beginn der Schwangerschaft kommentiert, mag James und hätte ihn gern zum Vater. Mollie hingegen ist nicht der Meinung, dass James ein geeigneter Vater wäre, also verabredet sie sich mit einigen Männern, um einen Vater für Mikey zu finden.
Währenddessen entdeckt Albert – von Frau und Freundin verlassen – seine Vatergefühle und seine angebliche Liebe zu Mollie. Sie hingegen erkennt Alberts wahre Absichten und wendet sich von ihm ab.
Als Mikey beim Besuch von James’ Großvater im Altersheim plötzlich verschwindet und in einem abgeschleppten Wagen „Auto fährt“, nehmen Mollie und James die Verfolgung auf und finden Mikey schließlich auf einer stark befahrenen Kreuzung wieder. Sie können ihn heil von der Straße holen und küssen sich anschließend.
Sie werden ein Paar und neben einem neuen Vater bekommt Mikey noch eine Schwester namens Julie.

## Kritiken
Roger Ebert schrieb in der Zeitung Chicago Sun-Times vom 13. Oktober 1989, dass der Film ihn positiv überrascht habe. Er bemängelte die schwache Handlung, lobte allerdings die Regie von Amy Heckerling und die Darstellung von John Travolta.
Das Lexikon des internationalen Films schrieb: „Komödie um eine 33jährige schwangere Frau, deren Witz darin liegt, daß der Zuschauer die Gedanken und flapsigen Kommentare des Babys über die Welt der Erwachsenen hören kann. Das komische Potential der Grundidee nutzt sich zusehends ab und kann die an sich dünne Geschichte nicht allein tragen.“

## Auszeichnungen
Der Film gewann die Goldene Leinwand, den Kids’ Choice Award und den People's Choice Award; für den Young Artist Award wurde er in der Kategorie Beste Familienkomödie nominiert. David Kitay gewann den BMI Film Music Award.

## Synchronisation
| Rolle          | Darsteller                | Sprecher          |
| -------------- | ------------------------- | ----------------- |
| James Ubriacco | John Travolta             | Thomas Danneberg  |
| Mollie         | Kirstie Alley             | Joseline Gassen   |
| Albert         | George Segal              | Klaus Kindler     |
| Rosie          | Olympia Dukakis           | Bettina Schön     |
| Mikey          | Bruce Willis (nur Stimme) | Thomas Gottschalk |
| Anästhesist    | William B. Davis          | Walter von Hauff  |
| Dr. Fleisher   | Don S. Davis              | Leon Rainer       |
| Ester          | Enid Saunders             | Sabine Bohlmann   |
| Julie          | Joan Rivers (nur Stimme)  | Dagmar Heller     |
| Lou Franklin   | Louis Heckerling          | Tommi Piper       |
| Pilot Friend   | Gerry Bean                | Oliver Stritzel   |